# Ingeborg Day
Ingeborg Day (* 6. November 1940 in Graz; † 18. Mai 2011 in Ashland (Oregon)) war eine österreichisch-US-amerikanische Schriftstellerin.
Ingeborg Day war 1957/58 als Austauschschülerin in den USA, wohin sie 1960 dann auswanderte. Nach Jahren als Reporterin, Übersetzerin und Herausgeberin lebte sie seit 1977 als freie Schriftstellerin in New York. 1978 veröffentlichte sie unter dem Pseudonym Elizabeth McNeill den Roman 9½ Weeks (dt. Neun Wochen und drei Tage), der als Vorlage für den Film 9½ Wochen von 1986 diente. Ihren Lebensabend verbrachte sie in Ashland, Oregon. 

## Veröffentlichungen
- Ingeborg Day, Geisterwalzer. Roman. Residenz Verlag, Salzburg 1983. ISBN 3-7017-0330-2.